# قبلة الجبين

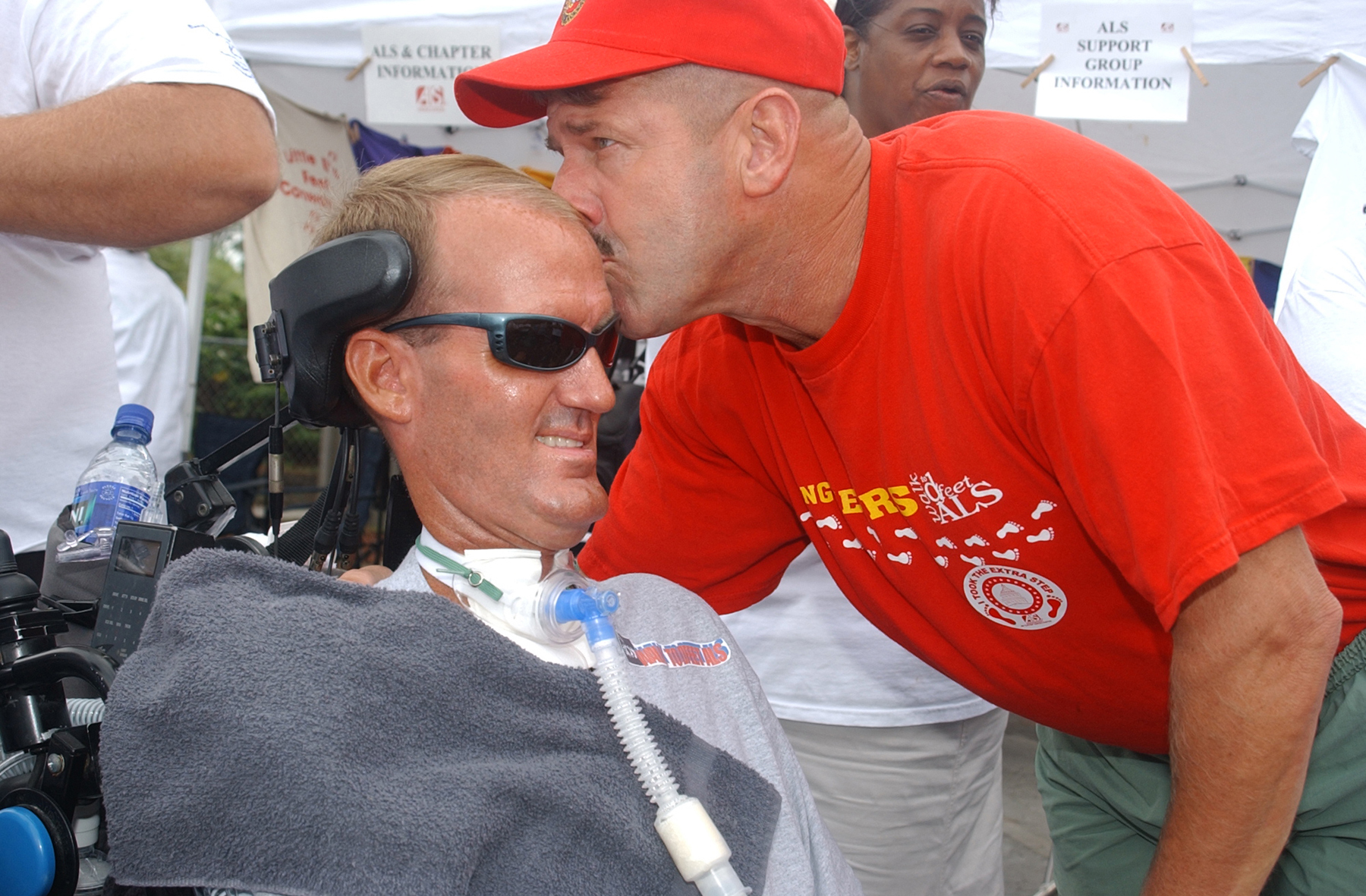
قبلة على الجبين

قبلة الجبين حركة تقبيل تدل على الصداقة و\أو تعزية أو طمأنة شخص ما. قبلة الجبين علامة على الافتتان والمودة. في بعض الثقافات العربية، تعتبر قبلة الجبين بادرة اعتذار وكذلك علامة على الاعتراف بضيم وقع على الشخص الذي يتم تقبيله. تشيع قبلة الجبين أيضاً في المجتمعات الكردية، حيث يقبّل الشخص الأكبر سنّاً الأشخاص الأصغر على الجبهة.\. وبالمثل، فإن قبلة الجبين أكثر قبولاً ورقة، وأسهل تعبير علني عن المشاعر.
قيل إن فعل تقبيل جبين الشخص ليس رومانسيًا. بل، يكون هذا الفعل محايدًا تمامًا ويجب عدم استخدامه عند محاولة نقل مشاعر العاطفة أو الشهوة أو الحب أو ما إلى ذلك. قيل إنه يفتقر إلى بعض الصفات التي تجعل القبلات الأخرى أكثر رومانسية، وبالتالي لا ينبغي اعتبارها بادرة للتعبير عن الحب غير الأفلاطوني. بل يشار إلى أن القبلة تستخدم في فرض المسافة في مواقف معينة.

## في وسائل الإعلام
استخدمت قبلة الجبين في وسائل الإعلام بأشكال مختلفة. فقد ظهرت في أفلام الرعب والكوميديا والخيال العلمي وأنواع أخرى. وبالمثل، إذا كان شخص يبحث عن اقتباس ذي مغزى بخصوص قبلات الجبين وما يمكن أن تمثله، فإن البحث في بنترست سيكشف عدد لا يحصى من الخيارات، تشير لمعانٍ مختلفة للقبلة، مثل الصداقة والحب والارتباط غير الجنسي.